# Xian autonome tibétain de Muli
Cette page contient des caractères spéciaux ou non latins. S’ils s’affichent mal (▯, ?, etc.), consultez la page d’aide Unicode.
Pour les articles homonymes, voir Muli.
Le xian autonome tibétain de Muli (chinois simplifié : 木里藏族自治县 ; pinyin : Mùlǐ zàngzú zìzhìxiàn ; tibétain : སྨི་ལི་རང་བོད་རིགས་སྐྱོང་རྫོང, Wylie : smi li bod rigs rang skyong rdzong, pinyin tibétain : Mili Poirig Ranggyongzong ; yi de Shichuan : ꃆꆹꀒꋤꊨꏦꏱꅉꑤ (mup li op zzup zyt jie jux dde xiep) /mu˨˩li˧ ʊ˨˩ʣu˨˩ ʦɿ˥ʨɛ˧ ʨu˦dɪ̈˧ ɕɛ˨˩/) est un district administratif de la province du Sichuan en Chine. Il est placé sous la juridiction de la préfecture autonome yi de Liangshan.
Le chef-lieu est la ville de Muli, située en altitude et qui domine une région fortement montagneuse.
Les ethnies Yi et tibétaines sont fortement représentées.

## Histoire
La région est l'héritière de l'ancien Royaume de Muli, décrit par Joseph Rock, botaniste autrichien et journaliste du National Geographic installé dans le Yunnan voisin et qui décrit ses expéditions dans le royaume de Muli, qui exercera son influence sur la région jusqu'à la prise en main des communistes dans les années 1930[réf. nécessaire] et l'exécution du dernier roi en 1935.
S'inspirant du mythique Shangri-La, James Hilton inventera une vallée perdue aux confins du Tibet, siège d'une société parfaite, dans son roman Horizon perdu (Lost Horizon) publié en 1933, et dont Frank Capra tirera un film (Les Horizons perdus) en 1937.

## Démographie
La population du district était de 122 112 habitants en 1999.